# Qark Dibra

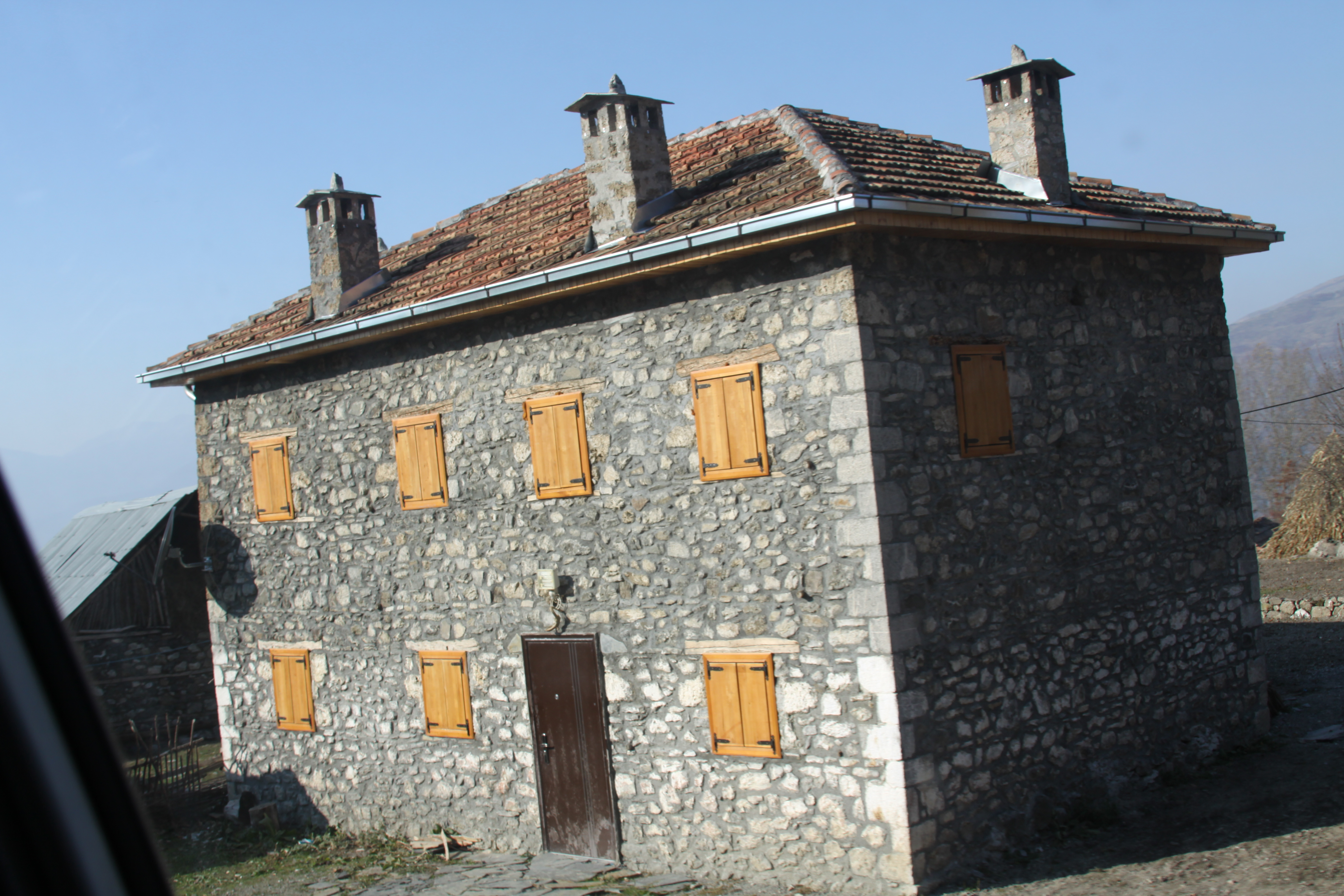
Typische Architektur im nordostalbanischen Bergland

Der Qark Dibra (albanisch Qarku i Dibrës) ist einer der zwölf Qarks (Verwaltungsregionen) in Albanien. Er liegt in Ostalbanien (gemäß NUTS:AL in Nordalbanien) und hat eine Fläche von 2.586 Quadratkilometern. Die Hauptstadt ist Peshkopia, wo auch der Rat und der Präfekt ihren Sitz haben.

## Geographie

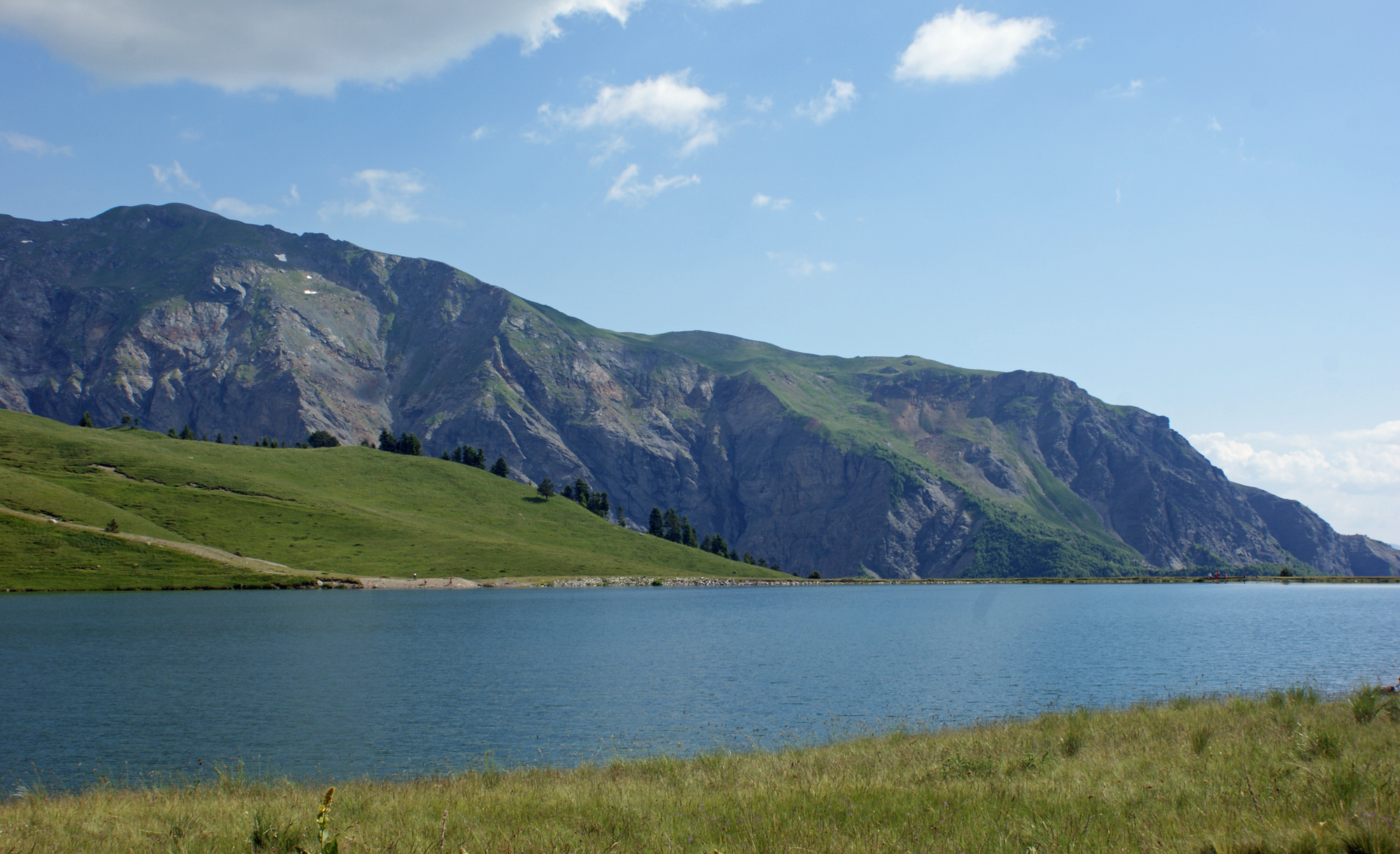
Grama-See

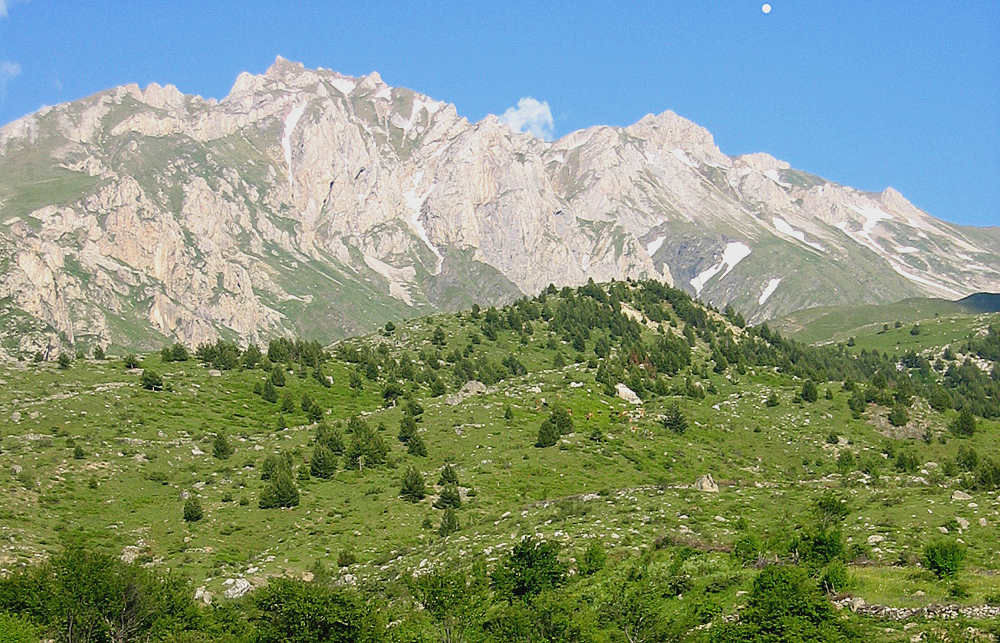
Der Korab ist mit 2.764 Metern Meereshöhe der höchste Berg Albaniens.

Der Qark Dibra besteht aus den vier Gemeinden (bashkia) Bulqiza, Dibra, Klos und Mat. Im Osten grenzt er an Nordmazedonien. Im Süden hat der Qark Dibra eine gemeinsame Grenze mit dem Qark Elbasan. Im Uhrzeigersinn folgen im Südwesten die Qarks Tirana und Durrës, im Nordwesten der Qark Lezha und im Norden der Qark Kukës.
Die Region umfasst einen Teil der historischen Region Dibra, die Dibra e Vogël, sowie die Region Mat. Das ganze Gebiet ist gebirgig. Mehrere Gebirgszüge verlaufen in Nord-Süd-Richtung:
Im Osten an der Grenze zu Nordmazedonien das Korab-Massiv mit der Maja e Korabit, mit 2764 m ü. A. der höchste Berg Albaniens. Weite Teile sind als Naturpark Korab-Koritnik geschützt.
Im Zentrum erhebt sich das Lura-Gebirge (albanisch Vargmalet e Lurës / Malësia e Lurës) respektive die zentralen Gebirgsstöcken (albanisch Vargjet Qendrore) mit dem Mali i Dejës (2245 m ü. A.) und der Kunora e Lurës (2121 m ü. A.). Weite Teile sind als Nationalpark Lura-Mali i Dejës geschützt, der über 192 Quadratkilometer groß ist (umfasst die Gebiete der ehemaligen Nationalparke Lura und Zall Gjoçaj). 
An der Westgrenze erstreckt sich das Skanderbeggebirge. Hier liegt unweit von Kruja der Naturpark Qafë Shtama.
Bedeutende Flüsse sind im Osten der Drin und im Westen der Region der Mat, verbunden durch das quer zu den Gebirgszügen verlaufende Tal des Zall i Bulqizës. Im nordwestlichsten Zipfel des Gebiets liegen die Stauseen von Shkopet und Ulza.
Die Region, vor allem aber der zentrale Teil, ist reich an Chrom, der vor allem in Bulqiza zu Tage gefördert wird.

## Bevölkerung
Das statistische Amt Albaniens Instituti i Statistikës hat bei der Volkszählung 2023 eine Bevölkerung von 107.178 Einwohnern erfasst. Dies entspricht einem Bevölkerungsrückgang von 22 % gegenüber der Volkszählung 2011 (137.074 Einwohner), als bereits ein Rückgang von fast 30 % innerhalb von zehn Jahren festgestellt wurde.
Die Religion mit den meisten Anhängern ist der sunnitische Islam (81,4 %). Zudem gibt es eine große Minderheit an Bektaschi (3,84 %). An der Ostgrenze leben Mazedonier, die zumeist orthodox sind.

## Politik und Verwaltung
Der Qark-Rat (alb. Këshilli i Qarkut) mit Sitz in Peshkopia hat 17 Mitglieder.
Für die 2009 und 2013 beginnenden Legislaturperioden des albanischen Parlaments stellt der Qark sechs Abgeordnete von insgesamt 140.
Bis 2015 bestand der Qark Dibra aus den drei Kreisen Bulqiza, Dibra und Mat, deren 35 Gemeinden zu den neuen vier Gemeinden zusammengelegt wurden. Die Verwaltungsebene der Kreise wurde aufgelöst.
Der Qark-Rat (albanisch Këshilli i Qarkut) als Legislative hat 17 Sitze. Der Vorsitzende des Qark-Rats übernimmt gemeinsam mit dem Vorsitz die exekutive Funktionen und wird vom Qark-Rat alle vier Jahre gewählt.
Peshkopia ist Sitz eines Bezirksgerichts (alb. Gjykata e Rrethit Gjyqësor). Im Weiteren ist die Staatsanwaltschaft angesiedelt.

### Verwaltungsgliederung
| Gemeinde | Njësitë administrative (alte Gemeinden) | Kreis   | Einwohner 2023 | Einwohner 2011 |
| -------- | --- | ------- | -------------- | -------------- |
| Bulqiza  | Bulqiza, Fushë Bulqiza, Gjorica, Martanesh, Ostren, Shupenza, Trebisht, Zerqan                                                                               | Bulqiza | 26.826         | 31.210         |
| Dibra    | Arras, Bogova, Fushë-Çidhën, Kala e Dodës, Kastriot, Lura, Luzni, Maqellara, Melan, Muhurr, Peshkopia, Qendër Tomin, Selishta, Sllova, Zall Dardha, Zall Reç | Dibra   | 50.775         | 61.619         |
| Klos     | Gurra, Klos, Suç, Xibra | Mat     | 12.172         | 16.618         |
| Mat      | Baz, Burrel, Derjan, Komës, Lis, Macukull, Rukaj, Ulza | Mat     | 17.405         | 27.600         |

| Kreis   | Hauptstadt | Fläche    | Einwohner (2011) | Einwohner (2001) | Anzahl Gemeinden |
| ------- | ---------- | --------- | ---------------- | ---------------- | ---------------- |
| Bulqiza | Bulqiza    | 718 km²   | 31.210           | 42.985           | 8                |
| Dibra   | Peshkopia  | 761 km²   | 61.619           | 86.144           | 15               |
| Mat     | Burrel     | 1.028 km² | 44.218           | 61.906           | 12               |